# Karl Leifland
Karl Leifland, folkbokförd Carl-Gustaf Leifland, född 29 juli 1955 i Storkyrkoförsamlingen i Stockholm, död 3 november 2018, var en svensk diplomat och utredare.
Karl Leifland, som är son till diplomaten Leif Leifland och Karin Abard, har bland annat tjänstgjort som minister på Sveriges ambassad i Tokyo. År 2003 var han minister för Regeringskansliet. Han utsågs då av Försvarsdepartementet till särskild utredare för hur internationella militära test- och övningsverksamheter på svenskt territorium kan utvecklas. Leiflands arbete gavs ut 2004 av Statens offentliga utredningar med namnet Snö, mörker och kyla.

## Utmärkelser
- Riddare av 1:a klass av Norska förtjänstorden (1 juli 1992)[5]

## Fotnoter
1. ↑  Sveriges befolkning 1990, CD-ROM, Version 1.00, Riksarkivet (2011).
2. ↑  ”Karl Leifland”. Familjesidan. https://www.familjesidan.se/cases/karl-leifland/funeral-notices. Läst 4 januari 2019.
3. ↑  LEIFLAND, LEIF, förste ambassadsekreterare, Washington i Vem är Vem? / Stor-Stockholm 1962 / s 763.
4. ↑  Cecilia Helderyd (26 april 2004). ”Utländsk militär vill öva på egen hand i Norrland”. Svenska Dagbladet. http://www.svd.se/nyheter/inrikes/utlandsk-militar-vill-ova-pa-egen-hand-i-norrland_143356.svd. Läst 4 januari 2009.
5. ↑  ”Tildelinger av ordener og medaljer” (på norska). www.kongehuset.no. Norges kungahus. https://www.kongehuset.no/tildelinger.html?tid=28028&sek=27995&q=Leifland%2C+Karl&type=&aarstall=. Läst 15 december 2021.